# Marea ruptură

Animație ipotetică cu Marea ruptură a unei porțiuni a universului

Marea ruptură (engleză Big Rip) este o ipoteză cosmologică publicată pentru prima dată în 2003, cu privire la soarta finală a Universului, în care materia, de la stele și galaxii la atomi și particule subatomice, este progresiv sfâșiată de expansiunea Universului la o anumită perioadă de timp în viitor. Teoretic, factorul de scară al universului devine infinit la un moment finit în viitor.
Ipoteza se bazează în mod crucial pe tipul de energie întunecată din Univers. Valoarea cheie este ecuația parametrului de stare w, raportul dintre presiunea energiei întunecate și densitatea energiei. Când w < −1, universul va fi în cele din urmă tras în afară. O astfel de energie se numește energie fantomă, o formă extremă de chintesență.